# Mikael Rosén
Mikael Rosén (Fågelsta, 15 agosto 1974) è un ex calciatore svedese, di ruolo difensore.

## Palmarès
- Campionato svedese: 2

Halmstad: 1997, 2000